# 奇克索縣 (愛阿華州)

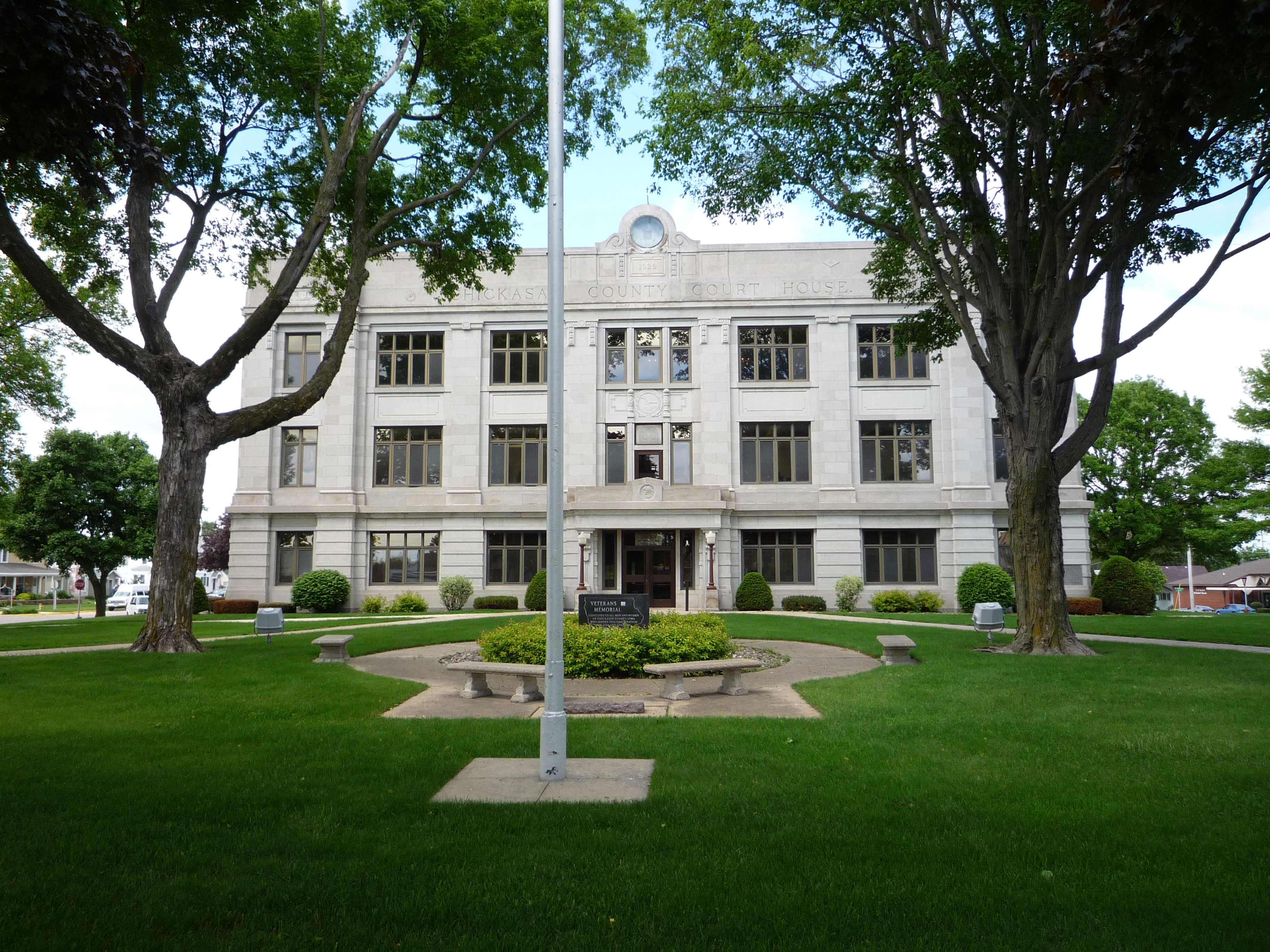

奇克索县（英語：Chickasaw County）是美國愛荷華州東北部的一個縣。面積1,309平方公里。根據美國2000年人口普查，共有人口13,095人。縣治新漢普頓（New Hampton）。該縣2000年失業率為8%，是全州最高，但在中西部而言並非太壞的數字。
成立於1851年1月15日，縣政府成立於1853年9月12日。縣名紀念奇克索人。